# Desinfecção solar da água

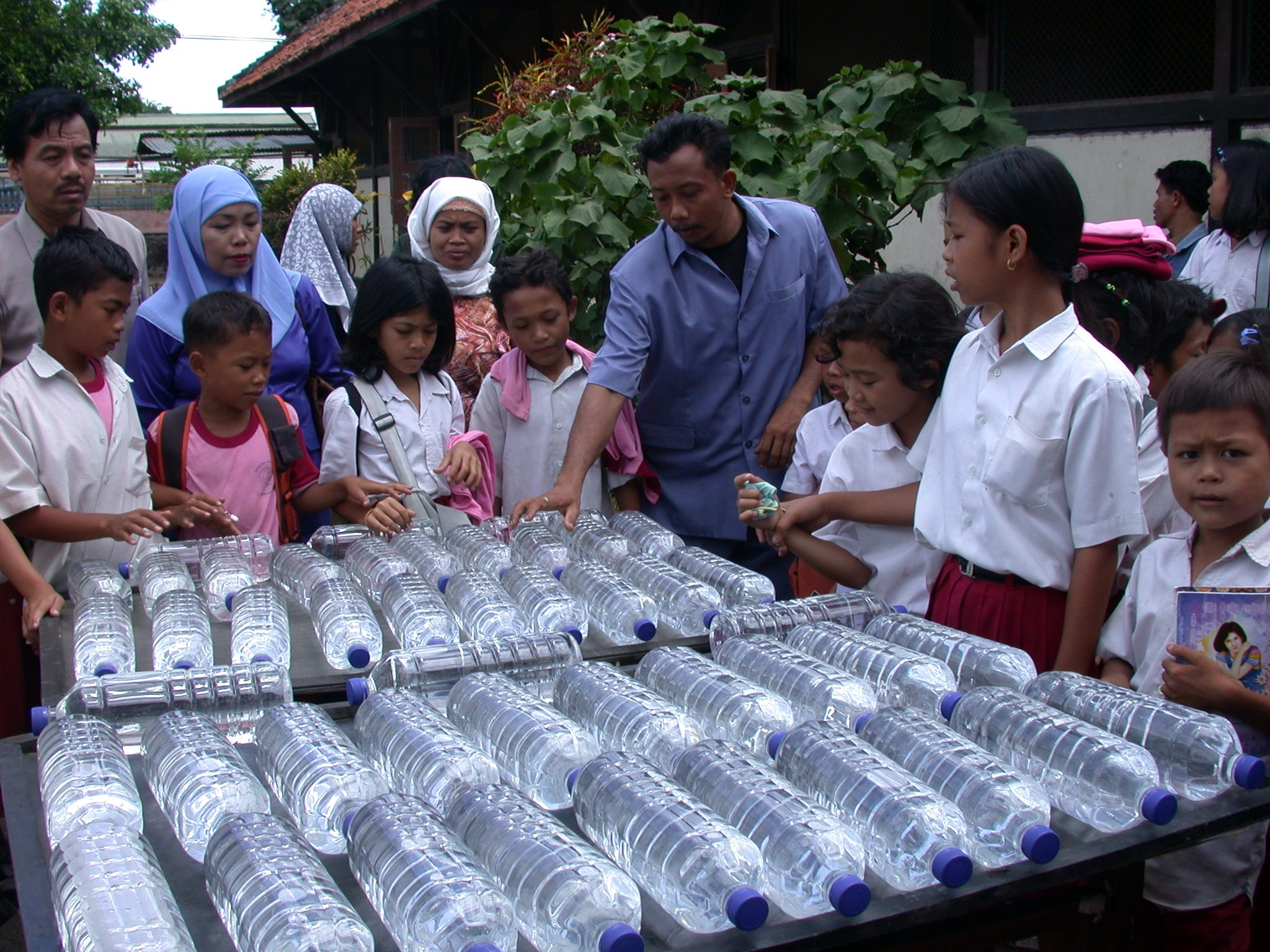
Aplicação do SODIS na Indonésia

Desinfecção solar da água ou SODIS (SOlar water DISinfection) é um método de desinfecção de água de baixo custo que utiliza os raios ultravioleta do sol e garrafas plásticas do tipo PET transparentes. Segundo pesquisas, o método inativa as seguintes bactérias: Escherichia coli, Vibrio cholerae, Streptococcus faecalis, Pseudomonas aeruginosa, Shigella flexneri, Salmonella typhi, Salmonella enteritidis, Salmonella paratyphi e alguns vírus, tais como: bacteriófago f2, rotavírus, vírus da encefalomiocardite, e oocistos de Cryptosporidium SP.

## Princípio

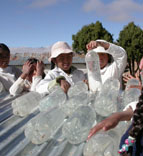
Outro exemplo

Foi demonstrado que a luz solar pode inativar alguns microorganismos causadores de diarreia em água não tratada. Três efeitos atribuidos à radiação contribuem para a inativação de microorganismos patogênicos:
- UV-A - interfere diretamente com o metabolismo e destrói as estruturas celulares das bactérias.
- UV-A (320-400 nm) - reage com o oxigênio dissolvido na água e produz formas altamente reativas de oxigênio (radicais livres de oxigênio e peróxidos de hidrogênio), que acredita-se que causem danos aos patógenos.
- A radiação infravermelha aquece a água. Se a temperatura da água sobe acima de 50 °C, o processo de desinfecção é três vezes mais rápida.

Alguns autores atribuem também como fator de inativação bacteriana o efeito ocasionado pela temperatura, radiação e anaerobiose da água. Neste caso, o O2 transforma-se em O3.

## Método

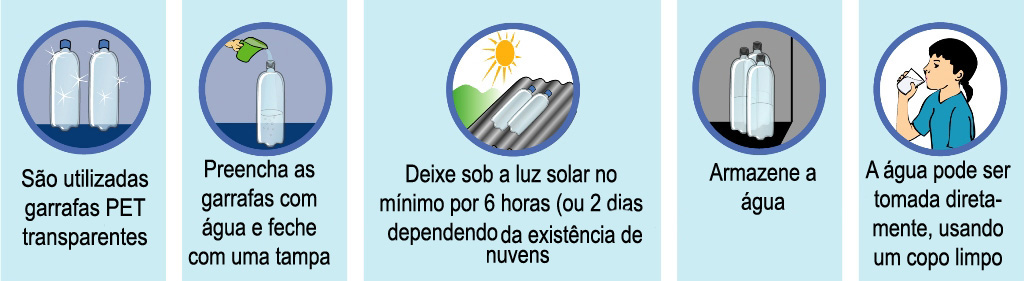
Procedimento do método SODIS - Consiste em deixar a água não tratada em exposição a luz solar pelo período mínimo de 6 horas